# Jochebed

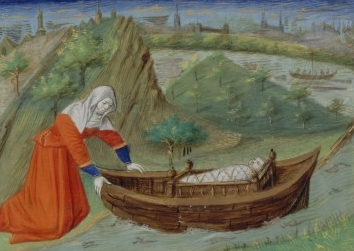
Jochebed en Mozes (15e eeuw; Bibliothèque nationale de France)

Jochebed of Jokebed of Jochébed (Hebreeuws: יוכבד, "JHWH is gewichtigheid / kracht") was volgens de overlevering in de Hebreeuwse Bijbel de vrouw en tante van Amram, en de moeder van Mirjam, Aäron en Mozes. Haar kinderen werden geboren tijdens de onderdrukking van de Israëlieten in Egypte, namelijk met de verplichte herendienst aan de farao om de steden Pitom en Raämses te bouwen. De farao schrok echter van de opstandigheid en vermenigvuldiging van de Israëlieten en gebood twee Hebreeuwse vroedvrouwen de mannelijke pasgeborenen van zijn slaven te doden. Zij negeerden dit bevel, waarna farao "heel zijn volk ... bevel [gaf] om alle Hebreeuwse jongens die geboren werden in de Nijl te gooien." In deze context vonden de geboorte en redding van Jochebeds jongste kind Mozes plaats.
Eerst verborgen zij het mooie kind in huis, maar toen dit niet langer geheim kon worden gehouden, legde zijn moeder hem in een mandje van papyrus (de ark van Mozes) tussen het riet langs de oever van de Nijl, waar hij uitgerekend door de dochter van de farao, die de kindermoord had bevolen, werd ontdekt en gered. Zonder aarzelen aanvaardde deze prinses de raad van een haar onbekend meisje dat "toevallig" in de buurt stond toen zij het kind vond - een meisje dat de zuster van het kind bleek, later als Mirjam geïntroduceerd - en bracht zij het kind onder bij een voedster die niemand anders bleek te zijn dan de moeder van het kind, Jochebed. Nadat hij was gespeend en zijn naam Mozes kreeg, groeide hij op aan het Egyptische hof.
Jochebed en haar man werden eerst niet bij hun naam genoemd en pas later geïdentificeerd als Amram en Jochebed. Waarschijnlijk hebben de redacteuren die de definitieve tekst van Exodus hebben bepaald, verschillende verhalen samengevoegd. Dat kan ook verklaren hoe het mogelijk is dat Jochebed een naam heeft waarin de naam JHWH is verwerkt, terwijl die pas jaren later aan haar zoon Mozes werd geopenbaard. Volgens Schmid was Mozes een onwettig kind van Jochebed.